# Aspidoscelis hyperythra
Aspidoscelis hyperythra је гмизавац из реда Squamata. 

## Угроженост
Ова врста је наведена као последња брига, јер има широко распрострањење и честа је врста.

## Распрострањење
Присутна је у следећим државама: Сједињене Америчке Државе (само Калифорнија) и Мексико.

## Станиште
Станиште врсте су брдовити предели. 